# Barbara Stanwyck

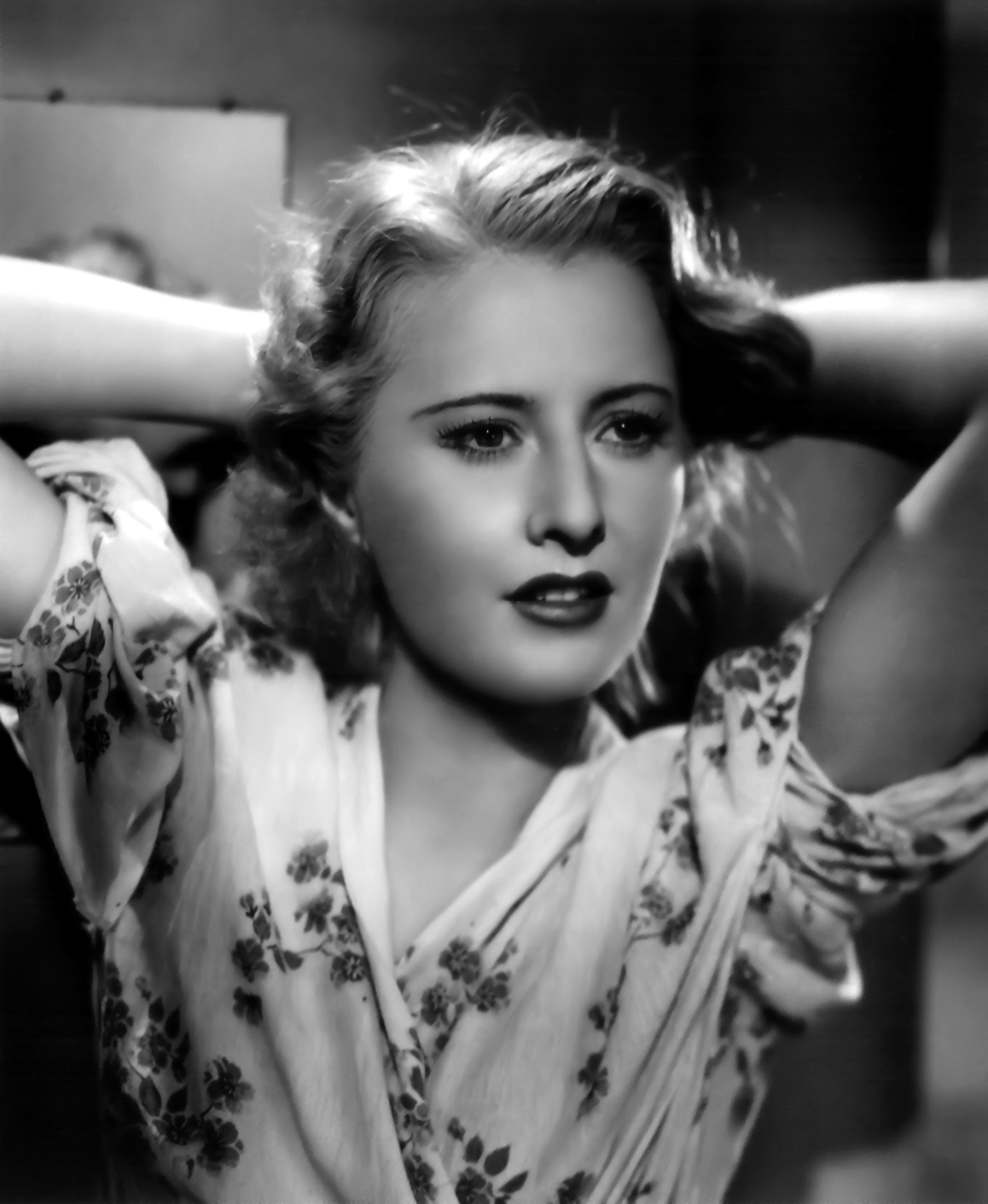
Barbara Stanwyck în Stella Dallas - 1937

Barbara Stanwyck (n. 16 iulie 1907, Brooklyn, New York – d. 20 ianuarie 1990, Santa Monica, California) a fost o actriță americană, având o carieră de peste 60 de ani, fiind favorita unor regizori ca Cecil B. DeMille, Fritz Lang sau Frank Capra.
După o scurtă, dar notabilă, carieră ca actriță de teatru la sfârșitul anilor 1920, Barbara Stanwyck a apărut în 85 de filme artistice de-a lungul a 38 de ani la Hollywood, înainte de a deveni actriță de televiziune.
Debutul pe ecran a avut loc în 1927. A avut parte de multe nominalizări la Oscar, dar a câștigat doar premiu onorific în 1981.

## Filmografie
- Broadway Nights (1927)
- The Locked Door (1929)
- Mexicali Rose (1929)
- Ladies of Leisure (1930)
- Illicit (1931)
- Ten Cents a Dance (1931)
- Night Nurse (1931)
- The Miracle Woman (1931)
- Forbidden (1932)
- Shopworn (1932)
- So Big! (1932)
- The Purchase Price (1932)
- The Bitter Tea of General Yen (1933)
- Ladies They Talk About (1933)
- Baby Face (1933)
- Ever in My Heart (1933)
- Gambling Lady (1934)
- A Lost Lady (1934)
- The Secret Bride (1934)
- The Woman in Red (1935)
- Red Salute (1935)
- Annie Oakley (1935)
- A Message to Garcia (1936)
- The Bride Walks Out (1936)
- His Brother's Wife (1936)
- Banjo on My Knee (1936)
- The Plough and the Stars (1936)
- Internes Can't Take Money (1937)
- This Is My Affair (1937)
- Stella Dallas (1937)
- Breakfast for Two (1937)
- Always Goodbye (1938)
- The Mad Miss Manton (1938)
- 1939 Union Pacific, regia Cecil B. DeMille
- Golden Boy (1939)
- Remember the Night (1940)
- The Lady Eve (1941)
- 1941 Vi-l prezint pe John Doe (Meet John Doe), regia Frank Capra
- You Belong to Me (1941)
- Ball of Fire (1941)
- The Great Man's Lady (1942)
- The Gay Sisters (1942)
- Lady of Burlesque (1943)
- Flesh and Fantasy (1943)
- 1944 Asigurare de moarte (Double Indemnity), regia Billy Wilder
- 1944 Hollywood Canteen
- 1945 Crăciun în Connecticut (Christmas in Connecticut), regia Peter Godfrey
- My Reputation (1946)
- The Bride Wore Boots (1946)
- The Strange Love of Martha Ivers (1946)
- California (1947)
- The Two Mrs. Carrolls (1947)
- The Other Love (1947)
- Cry Wolf (1947)
- Variety Girl (1947)
- B.F.'s Daughter (1948)
- Sorry, Wrong Number (1948)
- The Lady Gambles (1949)
- East Side, West Side (1949)
- The File on Thelma Jordon (1950)
- No Man of Her Own (1950)
- The Furies (1950)
- To Please a Lady (1950)
- The Man with a Cloak (1951)
- Clash by Night (1952)
- Jeopardy (1953)
- Titanic (1953)
- All I Desire (1953)
- The Moonlighter (1953)
- Blowing Wild (1953)
- Witness to Murder (1954)
- Executive Suite (1954)
- Cattle Queen of Montana (1954)
- 1955 Înfrângerea lui L. Wilkison (The Violent Men), regia Rudolph Maté
- 1955 Escape to Burma
- 1956 There's Always Tomorrow
- 1956 The Maverick Queen
- 1956 These Wilder Years
- 1957 Crime of Passion
- 1957 Trooper Hook
- 1957 Forty Guns
- 1962 Walk on the Wild Side
- 1964 Roustabout
- 1964 The Night Walker[11][12]
- 1979 Vestul sălbatic (The Wild West), regia Laurence Joachim

## Legături externe
- Barbara Stanwyck la Internet Movie Database